# Teresa Llacuna
Teresa Llacuna i Puig, née le 27 mai 1935 à Igualada, est une pianiste espagnole, fille unique du poète Joan Llacuna.

## Biographie
Outre qu'elle a enregistré une intégrale des œuvres de Manuel de Falla, Teresa Llacuna a donné son nom à un concours international de piano et compté le pianiste Pascal Gallet parmi ses disciples.

## Discographie
- Trois siècles de musique espagnole, Soder
- Intégrale de Falla, EMI Sony
- Récital Granados, EMI Sony
- Rondos à deux pianos, Chopin, EMI